# Liste von Katzenrassen

## Entstehung von Katzenrassen
Der überwiegende Teil der heute existierenden Katzenrassen stammt ausschließlich von europäischen, orientalischen oder asiatischen Hauskatzen ab. Als die älteste planmäßig gezüchtete Katzenrasse gilt die Angorakatze. Eine weitere sehr alte Rasse ist die Siamkatze. Der Ursprung der Langhaarmutation der langhaarigen Rassen liegt vermutlich im Nahen Osten (Türkische Angora, Türkisch Van). Neuere Forschungen zum Genom der Katze haben jedoch erwiesen, dass z. B. im Genom der heutigen Perserkatze die Gene der Hauskatze europäischen Ursprungs dominieren; möglicherweise ein Hinweis darauf, dass der Einfluss ebenfalls bereits zu Beginn planmäßiger Katzenzucht in England vorhandener russischer Langhaarkatzen auf die sich entwickelnde Perserrasse größer war, als bisher angenommen.
Ab der Mitte des 20. Jahrhunderts entwickelte sich die Katzenzucht rasant, und weitere regionale Typen wurden zu eigenständigen Rassen weiterentwickelt und zur Anerkennung gebracht. Einige Rassen entstanden durch Aufspaltung einer Rasse, andere durch Rassekreuzungen. Auch Katzen mit durch Mutationen entstandenen ungewöhnlichen Körpermerkmalen wurden zu Begründern neuer Rassen. 
In allerneuester Zeit wurden zur Erzeugung neuer Rassen auch Kleinkatzenarten aus den Gattungen der Bengalkatzen und der Karakal-Gruppe mit domestizierten Katzen gekreuzt. Hieraus entstanden und entstehen Hybridrassen wie Bengalen oder Savannah.
Der Trend zur Kreation immer neuer Rassen ist ungebrochen. Besonders amerikanische Züchter sind sehr experimentierfreudig. Jede neue Rasse muss von den felinologischen Dachverbänden anerkannt werden. Nicht alle neueren Rassen sind bereits in allen Dachverbänden anerkannt.

## Systematik der Katzenrassen
Die Katzenzucht hat eine Reihe unterschiedlicher Katzenrassen hervorgebracht, die einander allerdings deutlich ähnlicher sehen als die verschiedenen Hunderassen. Im Gegensatz zum Gebrauchshund, dessen Aufgaben unterschiedlicher Natur sind (Hatz- oder Windhund, Dachs- und Fuchshund, Hütehund, Vorstehhund, Bärenjagd), hatte die Katze immer nur zwei Aufgaben, und zwar das Fernhalten von Mäusen aus dem Umfeld des Menschen sowie den Einsatz als Heimtier. Deshalb ergab sich auch keine Notwendigkeit für unterschiedliche Rassen.
Katzenrassen werden traditionell in Kurzhaar-, Langhaar- und Halblanghaarrassen eingeteilt, wobei einzig die Perserkatze und ihre Farbvarianten dem Langhaar zugerechnet wird, alle anderen mehr oder weniger langhaarigen Rassen jedoch dem Halblanghaar. Genetisch gesehen, gibt es jedoch nur Kurz- oder Langhaar (rezessives Gen l [kleines „L“]). 
Auf Rassekatzenausstellungen werden häufig weitere Unterteilungen vorgenommen. So werden die langhaarigen Naturrassen Maine Coon, Norwegische Waldkatze und Sibirische Katze unter dem Oberbegriff „Waldkatzen“ zusammengefasst.

## Qualzüchtungen
Extreme Züchtungen können negative Auswirkungen auf die Gesundheit der Tiere haben, was in einigen Fällen dazu führt, dass diese unter tierschutzrechtlichen Gesichtspunkten (§ 11b des deutschen Tierschutzgesetzes) bedenklich sind. Als Beispiele sei hier die oft auftretende Taubheit bei weißen Katzen genannt; ebenso die zum „Rassemerkmal“ aufgebauten Mutationen Schwanzlosigkeit (Manx), Kurzschwänzigkeit (die verschiedenen Bobtails), gefaltete (Fold) oder gekräuselte (Curl) Ohren, Haarlosigkeit (Sphynx) sowie die Verkürzung der Gliedmaßen (Munchkin) oder des Gesichtsschädels (Brachyzephalie) bei Extremzüchtungen der Perserkatze. Das am 2. Juni 1999 im Auftrag des deutschen Bundesministeriums für Verbraucherschutz, Ernährung und Landwirtschaft veröffentlichte Gutachten zur Auslegung von § 11b TierSchG (Verbot von Qualzüchtungen) listet solche Merkmale und Rassen auf.

## Katzenrassen

### Kurzhaarkatzen
| Bezeichnung                | Bild | FIFe | WCF | GCCF                              | WACC   | TICA | CFA                | Ergänzung |
| -------------------------- | ---- | ---- | --- | --------------------------------- | ------ | ---- | ------------------ | --- |
| Abessinier                 |      | ABY  | ABY | 23                                | 48     | AB   | Abyssinian         | |
| Ägyptische Mau             |      | MAU  | MAU | 78                                | 73     | EM   | Egyptian Mau       | |
| American Bobtail Shorthair |      | –    | –   | –                                 | –      | BH   | American Bobtail   | |
| American Curl Shorthair    |      | ACS  | ACR | –                                 | 82     | AC   | American Curl      | |
| American Shorthair         |      | –    | ASH | –                                 | 51     | AS   | American Shorthair | |
| American Wirehair          |      | –    | AWH | –                                 | 52     | AW   | American Wirehair  | |
| Anatoli                    |      | –    | ANA | –                                 | –      | –    |                    | |
| Arabische Mau              |      | –    | ARB | –                                 | –      | –    |                    | |
| Asian                      |      | –    | –   | 72                                | –      | –    |                    | Katzen vom Burma-Typ, enthält Bombay und Burmilla |
| Australian Mist            |      | –    | AUM | –                                 | 91     | –    |                    | engl. Australian Mist oder Spotted Mist |
| Bengal                     |      | BEN  | BEN | 76                                | 75     | BG   |                    | Hybride Rasse aus Bengal- oder Asiatische Leopardkatze (Prionailurus bengalensis) und Hauskatze                                                                            |
| Bombay                     |      | –    | BOM | 72                                | 53     | BO   | Bombay             | in der Asian Rassegruppe gibt es ebenfalls eine schwarze Morphe, die Bombay genannt wird. Sie hat jedoch nichts mit dieser Rasse zu tun und darf nicht verwechselt werden. |
| Brasilianisch Kurzhaar     |      | –    | BRA | –                                 | –      | –    |                    | |
| Britisch Kurzhaar          |      | BRI  | BRI | 14–22, 28, 30, 31, 36, 39, 40, 75 | 41     | BS   | British Shorthair  | Auch als BKH abgekürzt. BKH blau werden oft noch als „Kartäuser“ bezeichnet.                                                                                               |
| Burma                      |      | BUR  | BUR | 27                                | 46     | BU   | Burmese            | |
| Burmilla                   |      | BML  | BMI | 72                                | 47     | –    | Burmilla           | Asian silver shaded |
| California Spangled        |      | –    | –   | –                                 | 88     | –    |                    | Misch-Rasse aus Abessinier, American Shorthair und Britisch Kurzhaar, vermutlich ausgestorben                                                                              |
| Ceylon-Katze               |      | –    | CEY | –                                 | 67     | –    |                    | |
| Chartreux                  |      | CHA  | CHA | –                                 | 45     | CX   | Chartreux          | Chartreuse, Kartäuser |
| Chausie                    |      | –    | –   | –                                 | 90     | CU   |                    | Hybride Rasse aus Rohrkatze (Felis chaus) und Hauskatze |
| Cornish Rex                |      | CRX  | CRX | 33                                | 54     | CR   | Cornish Rex        | |
| Devon Rex                  |      | DRX  | DRX | 33a                               | 55     | DR   | Devon Rex          | |
| Don Sphynx                 |      | DSP  | DSX | –                                 | 81     | DH   |                    | „nackte“ Katzenrasse, Donskoy |
| Europäisch Kurzhaar        |      | EUR  | KKH | –                                 | 40     | –    |                    | Auch als EKH abgekürzt. Bei der WCF Keltisch Kurzhaar. Zuchtform der Europäischen Hauskatze                                                                                |
| Exotic Shorthair           |      | EXO  | EXO | 70                                | 03     | ES   | Exotic             | keine deutsche Bezeichnung üblich, Kurzhaarvariante der Perserkatze |
| Foldex                     |      | –    | –   | –                                 | –      | –    |                    | Exotische Faltohrkatze |
| Foreign White              |      | SIA  | –   | 35                                |        | OS   |                    | Weiße Siamkatze oder Orientalisch Kurzhaar, weiß mit tiefblauen Augen |
| German Rex                 |      | GRX  | GRX | –                                 | 56     | –    |                    | |
| Havana                     |      | –    | –   | 29                                | 60     | HB   | Havana Brown       | Orientalisch Kurzhaar in braun |
| Japanese Bobtail Shorthair |      | JBT  | JBT | –                                 | 58     | JB   | Japanese Bobtail   | |
| Kanaani                    |      | –    | KAN | –                                 | 66     | –    |                    | Hybride Rasse aus Falbkatze (Felis silvestris lybica) und Hauskatze sowie Orientalisch Kurzhaar-, Abessinier- und Bengal-Katzen                                            |
| Khao Manee                 |      | –    | –   | –                                 | –      | –    |                    | Weiße Katze aus Thailand |
| Korat                      |      | KOR  | KOR | 34                                | 49     | KT   | Korat              | |
| Kurilen Bobtail            |      | KBS  | KBS | –                                 | 85     | KB   |                    | |
| La Perm Shorthair          |      | –    | –   | 80S                               | 79, 80 | LS   | LaPerm             | |
| Manx                       |      | MAN  | –   | 25                                | 61–65  | MX   | Manx               | |
| Mekong Bobtail             |      | –    |     | –                                 | –      | –    |                    | Bei der WCF in der Gruppe Siam und OKH |
| Minskin                    |      | –    | –   | –                                 | –      | MS   |                    | |
| Munchkin Shorthair         |      | –    | –   | –                                 | 68     | MK   |                    | |
| Ocicat                     |      | OCI  | OCI | 73                                | 74     | OC   | Ocicat             | |
| Ojos Azules                |      | –    | –   | –                                 | 43     | OA   |                    | |
| Oregon Rex                 |      | –    | –   | –                                 | –      | –    |                    | ausgestorben |
| Orientalisch Kurzhaar      |      | OSH  | OKH | 29, 35, 37, 38, 41–45             | 70     | OS   | Oriental           | |
| Peterbald                  |      | –    | PBD | –                                 | 86     | PD   |                    | „nackte“ Katzenrasse, bei der WCF in der Gruppe Siam und OKH |
| Pixiebob Shorthair         |      | –    | –   | –                                 | 84     | PB   |                    | |
| Russisch Blau              |      | RUS  | RUS | 16a                               | 44     | RB   | Russian Blue       | |
| Safari                     |      | –    | –   | –                                 | –      | –    |                    | Hybride Rasse aus Kleinfleckkatze (Salzkatze, selten auch Geoffroy-Katze genannt, Leopardus geoffroyi oder Oncifelis geoffroyi) und Hauskatze                              |
| Savannah                   |      | –    | –   | –                                 | –      | SV   |                    | Hybride Rasse aus Serval und Hauskatze |
| Scottish Fold Shorthair    |      | –    | SFS | –                                 | 42     | SF   | Scottish Fold      | |
| Selkirk Rex Shorthair      |      | –    | SRX | 79                                | 83, 87 | SR   | Selkirk Rex        | |
| Serengeti                  |      | –    | –   | –                                 | –      | SE   |                    | Misch-Rasse aus Bengalkatze und Orientalisch Kurzhaar |
| Seychellois Shorthair      |      | SYS  | –   | –                                 | 78     | –    |                    | |
| Siam                       |      | SIA  | SIA | 24, 32                            | 71     | SI   | Siamese            | |
| Singapura                  |      | –    | SIN | 77                                | 76     | SG   | Singapura          | |
| Snowshoe                   |      | SNO  | –   | 83                                | 59     | SN   |                    | |
| Sokoke                     |      | SOK  | –   | –                                 | 77     | SO   |                    | |
| Sphynx                     |      | SPH  | SPH | –                                 | 57     | SX   | Sphynx             | „nackte“ Katzenrasse |
| Thai                       |      | –    | THA | –                                 | 69     | TH   |                    | |
| Tonkanese                  |      | –    | TON | 74                                | 72     | TO   | Tonkinese          | Bei vielen Verbänden auch Tonkinese |
| Toyger                     |      | –    | –   | –                                 | –      | TG   |                    | Misch-Rasse aus Bengalkatze und Hauskatze |
| Ural Rex                   |      | –    | URX | –                                 | –      | –    |                    | |

### Halblanghaarkatzen
| Bezeichnung                    | Bild | FIFe | WCF | GCCF | WACC   | TICA | CFA                  | Ergänzung |
| ------------------------------ | ---- | ---- | --- | ---- | ------ | ---- | -------------------- | --- |
| American Bobtail Longhair      |      | –    | –   | –    | –      | BB   | American Bobtail     | |
| American Curl Longhair         |      | ACL  | ACL | –    | 19     | AL   | American Curl        | |
| Balinese                       |      | BAL  | BAL | 61   | 21     | BA   | Balinese             | Siam Langhaar                                                                                                 |
| Britisch Langhaar (Highlander) |      | –    | BLH | –    | –      | BL   |                      | |
| Birma                          |      | SBI  | SBI | 13c  | 10     | BI   | Birman               | Heilige Birma, (Sacré de Birmanie, daher SBI)                                                                 |
| Bohemian Rex                   |      | –    | –   | –    | –      | –    |                      | |
| Chantilly                      |      | –    | –   | –    | 22     | –    |                      | Chantilly/Tiffany, Foreign Longhair. Nicht mit der Tiffanie gleich.                                           |
| Cymric                         |      | CYM  | –   | –    | 26–30  | CY   |                      | Manx Langhaar                                                                                                 |
| Deutsch Langhaar               |      | –    | DLH | –    | –      | –    |                      | Europäisch Langhaar, früher auch German Angora genannt                                                        |
| Javanese                       |      | –    | –   | –    | 20     | OL   |                      | Orientalisch Langhaar, Mandarin                                                                               |
| Japanese Bobtail Longhair      |      | JBT  | JBT | –    | 58     | JL   | Japanese Bobtail     | |
| Karelian Bobtail Longhair      |      | -    | KAB | –    | -      | -    |                      | |
| Kurilen Bobtail                |      | KBL  | KBL | –    | 32     | KL   |                      | |
| La Perm Longhair               |      | –    | –   | 80L  | 34, 37 | LP   | LaPerm               | |
| Maine Coon                     |      | MCO  | MCO | 65   | 14     | MC   | Maine Coon           | |
| Mandarin                       |      | -    | -   | -    | -      | OL   |                      | Orientalisch Langhaar, Javanese                                                                               |
| Munchkin Longhair              |      | –    | –   | –    | 39     | ML   |                      | |
| Nebelung                       |      | NEB  | NEB | –    | 38     | NB   |                      | |
| Neva Masquarade                |      | NEM  | SIB | 82   | 25     | SB   |                      | teils als Sibirische Katze mit Maskenzeichnung, teils als eigenständige Rasse                                 |
| Norwegische Waldkatze          |      | NFO  | NFO | 64   | 13     | NF   | Norwegian Forest Cat | |
| Ojos Azules Langhaar           |      | –    | –   | –    | –      | OJ   |                      | |
| Orientalisch Langhaar          |      | OLH  | OSL | 62   | –      | OL   | Oriental             | Javanese, Mandarin, Britisch Angora, Angora                                                                   |
| Pixiebob Longhair              |      | –    | –   | –    | –      | PL   |                      | |
| RagaMuffin                     |      | –    | RGM | –    | –      | –    | Ragamuffin           | |
| Ragdoll                        |      | RAG  | RAG | 66   | 16, 17 | RD   | Ragdoll              | |
| Scottish Fold Longhair         |      | –    | SFL | –    | 24     | SS   | Scottish Fold        | Highland Fold, Coupari                                                                                        |
| Selkirk Rex Longhair           |      | –    | SRX | 79   | 35, 36 | SL   | Selkirk Rex          | |
| Seychellois Longhair           |      | SYL  | –   | –    | 08     | –    |                      | |
| Sibirische Katze               |      | SIB  | SIB | 82   | 25     | SB   | Siberian             | |
| Somali                         |      | SOM  | SOM | 63   | 15     | SO   | Somali               | Abessinier Halblanghaar                                                                                       |
| Snowshoe Longhair              |      | –    | –   | –    | 31     | –    |                      | |
| Tibeter                        |      | –    | –   | –    | 33     | –    |                      | Tonkanese Langhaar, Burmalayan, Himbur, Iranese, Layanese, Mink Longhair, Mink Persian, Silkanese, Tonkalayan |
| Tiffanie                       |      | –    | –   | 68   | –      | –    |                      | Asian Longhair. Nicht mit der Chantilly gleich.                                                               |
| Türkisch Angora                |      | TUA  | TUA | 62   | 12     | TA   | Turkish Angora       | |
| Türkisch Van                   |      | TUV  | TUV | 13d  | 11     | TV   | Turkish Van          | |
| Türkisch Vankedisi             |      | –    | –   | 13w  | –      | TV   |                      | Weiße Van-Katze                                                                                               |
| Ural Rex Langhaar              |      | –    | URL | –    | –      | –    |                      | |

### Langhaarkatzen
| Bezeichnung           | Bild | FIFe | WCF | GCCF        | WACC | TICA | CFA     | Ergänzung                                                                             |
| --------------------- | ---- | ---- | --- | ----------- | ---- | ---- | ------- | ------------------------------------------------------------------------------------- |
| Angorakatze           |      | –    | –   | –           | –    | –    |         | Historische weiße Langhaarkatze des 17. – 20. Jh.                                     |
| Kartäuser-Katze       |      | –    | –   | –           | –    | –    |         | Historische dunkel blau-graue Langhaarkatze des 17. – 20. Jh.                         |
| Malteserkatze         |      | –    | –   | –           | –    | –    |         | Historische hell blau-graue Langhaarkatze des 17. – 20. Jh., Abbildzüchtung seit 2012 |
| Perser                |      | PER  | PER | 1–13, 50–55 | 01   | PS   | Persian |                                                                                       |
| Exotic Longhair       |      | –    | –   | –           | –    | –    |         | Haben Exotic Shorthair im Stammbaum                                                   |
| Colourpoint           |      | –    | PER | 13b1–13b20  | 01   | HI   |         | Himalayan                                                                             |
| Non Pointed Himalayan |      | –    | PER | –           | –    | –    |         | Tragen das rezessive Gen für Maskenzeichnung                                          |

### Europäische Organisationen
- Rasse-Standards und Rassebeschreibungen der FIFe
- Rasse-Standards der WCF
- Rassecodes der GCCF (xls-Datei; 26 kB)
- Deutsche Edelkatze e.V
- Kurzbeschreibung der WACC

### Amerikanische Organisationen
- Rasse-Standards und Rassebeschreibungen der CFA
- Rasse-Standards der TICA
- Rasse-Standards und Rassebeschreibungen der AACE
- Rasse-Standards und Rassebeschreibungen der ACFA
- Rassebeschreibungen der CCA (Kanada)

### Sonstiges
- Cat Breeds, Types, Variants by Sarah Hartwell (englisch)
- Online Informations Portal rund um Rassekatzen
- Rassekatzen in der Welt der Katzen
- Katzenrassen - Digitale Katzenfibel
- WACC – World Association of Cat Clubs